# 王問卿
王問卿（？—？），字以正，直隸常州府無錫縣民籍，長洲縣人，明朝政治人物。

## 生平
萬曆元年（1573年）癸酉科應天府鄉試第五十四名舉人，萬曆二年（1574年）甲戌科會試第二百十三名，登三甲第十名進士。萬曆十三年（1585年），任兵科給事中。

## 家族
曾祖父王珩；祖父王纓；父王津。母徐氏。具庆下。